# Medon (Bildhauer)
Medon (altgriechisch Μέδων) war ein antiker griechischer Bildhauer der 1. Hälfte des 6. Jahrhunderts v. Chr. aus Sparta.
Er ist einzig aus seiner Erwähnung bei Pausanias bekannt (5, 17, 2). Danach war er Spartaner, ein Bruder des Dorykleidas und Schüler von Dipoinos und Skyllis. Er schuf eine Statue der Athena, die zur Zeit des Pausanias im Heratempel in Olympia stand. 
Seit Heinrich Brunn wird häufig vermutet, dass Medon die korrumpierte Form des Namens des Bildhauers Dontas sei, der an anderer Stelle bei Pausanias als Schüler von Dipoinos und Skyllis genannt wird, diese Frage ist jedoch nicht sicher zu klären.